# Claus Mattheck
Claus Mattheck (* 11. November 1947 in Dresden) ist am Karlsruher Institut für Technologie (KIT) Professor für Schadenskunde (siehe auch Materialwissenschaft). Er entwickelte unter anderem die Visual-Tree-Assessment-Methode zur Untersuchung von Bäumen anhand ihrer äußeren Gestalt.

## Leben
Nach dem Abitur studierte Mattheck Physik an der Technischen Universität Dresden. Er promovierte 1973 in Theoretischer Physik in Jena. Im Jahre 1978 wurde er aus der DDR in die Bundesrepublik Deutschland abgeschoben, nachdem er wegen eines Fluchtversuches 1976 zwei Jahre in Cottbus inhaftiert war. 1985 erhielt er seine Habilitation im Fach Schadenskunde an der Universität Karlsruhe. Seit diesem Zeitpunkt ist er Leiter der Abteilung Biomechanik im Forschungszentrum Karlsruhe.
Mattheck arbeitet auch als öffentlich bestellter und vereidigter Sachverständiger für „Mechanik und Bruchverhalten der Bäume und Phänomenologie der Holzzersetzung durch Pilze“ und für „Ermüdungsbrüche mechanischer Elemente“.

## Werk
Mattheck legt besonderen Wert auf die Vermittlungsarbeit zwischen Wissenschaft und Gesellschaft. In seinen mit eigenen Cartoons illustrierten Büchern vermittelt er die für Laien scheinbar uninteressante Materie auf eingängige Weise, auch für Kinder und Jugendliche verständlich.
Mattheck zählt zu den Wissenschaftlern, die es in verschiedenen Fachrichtungen zu weltweiter Anerkennung der jeweiligen Fachwelt gebracht haben. Dies ist ihm in zwei höchst unterschiedlichen Bereichen gelungen, dem Maschinenbau und der Baumpflege. Er gilt als Vorreiter der Bionik. Bereits Mitte der 1980er-Jahre schaute er sich von den Bäumen ab, wie man mit minimalem Einsatz von Material ein Maximum an Stabilität erreichen kann: In der Natur gleicht der Baum erhöhte Spannungen aus, indem er an den stärker belasteten Stellen mehr Holz anlagert, also gewissermaßen spannungsoptimiert zuwächst. Dies übertrug Mattheck auf ein Computerprogramm, mit dem die Industrie ihre Bauteile optimiert. Dank des Leichtbauprinzips der Bäume sind beispielsweise Motoraufhängungen heute um die Hälfte leichter und wesentlich stärker belastbar als früher. Errechnet wird die Formoptimierung mit Hilfe von Hochleistungscomputern mit der so genannten Finite-Elemente-Methode, einem mathematischen Verfahren.
Mit dem Buch Warum alles kaputt geht – Form und Versagen in Natur und Technik wurde erstmals eine gesprochene, weitgehend formelfreie Schadenskunde vorgestellt. Der eigentliche Durchbruch in Richtung Einfachheit war 2005 die Entwicklung der „Zugdreiecksmethode“ zur Kerbformoptimierung. Ein einfaches Geodreieck ist nun genug, um Bauteile nach dem Vorbild der Natur zu optimieren. Dies kann in Richtung Dauerfestigkeit gehen, aber auch in Richtung Leichtbau. Da sich mit der „Methode der Zugdreiecke“ immer dieselbe optimale Kerbkontur ergibt, die nur gestaltähnlich vergrößert oder verkleinert werden muss, kann man in noch eher unbekannten Grenzen von einer „Universalkerbkontur“ sprechen. Sie wird in die CAD-Systeme eingehen. Die Folge wäre eine Optimierung per Mausklick.
Das Buch Denkwerkzeuge nach der Natur zeigt auf, wie in der Natur mit 45-Grad-Winkeln in Laubblättern, Vogelfedern, Ästen, Zweigen, Baumgabeln, Säuger- und Fischknochen Schubspannungen „entschärft“ werden und welche Denkwerkzeuge sich hieraus entwickeln ließen. Mit den Denkwerkzeugen der Zugdreiecke, Schubvierecke und Kraftkegelmethode gibt Mattheck Anleitung zum verstehenden Sehen in Natur und Technik. Einerseits ergibt sich hieraus eine Art „Volksmechanik“ ohne Formeln von beinahe universeller Reichweite und Einstieg in eine geometrische Naturwissenschaft, andererseits bieten sich für Konstrukteure viele Ansätze, um optimale Designs für viele Konstruktionsprobleme zu finden.
Die Bücher Warum alles kaputt geht und Denkwerkzeuge nach der Natur sind Grundsteine für eine weitgehend formelfreie Volksmechanik zur Schadenskunde und Schadensprävention. Im Jahre 2014 erschien in Zusammenarbeit mit Klaus Bethge und Karlheinz Weber Die Körpersprache der Bäume – Enzyklopädie des Visual Tree Assessment. In diesem Buch wird auf über 500 Seiten die VTA-Methode auf einem aktualisierten Stand zusammengefasst. Im Jahre 2017 erschien Matthecks Buch Die Körpersprache der Bauteile – Enzyklopädie der Formfindung nach der Natur, in dem er eine Formengemeinschaft zwischen belebter und unbelebter Natur nachweist und Universalformen aufzeigt, die sich auch durch Verformung oder Erosion, gelegentlich sogar durch Versagen einstellen können.
Auch neben seiner eigentlichen Profession veröffentlicht Mattheck Bücher: Im Buch Bewegungsspuren von 2009 geht es um menschliche Körpersprache. Hier zeigt er Parallelen zwischen der Contenance des Menschen und dem negativen Geotropismus der Pflanzen auf. Das Buch Die Mechanik der Schleuder erschien 2013, es ist eine Anleitung zum verantwortungsvollen Schleuderschießen sowie zu konstruktiven Grundlagen der Schleuder, und es vermittelt mechanischen Spaß an einem traditionellen Spielzeug.
Mattheck entwickelte das Visual-Tree-Assessment (VTA), eine Methode zur Kontrolle der mechanischen Belastbarkeit eines Baumes, bei welcher verschiedene von der Optimalgestalt des Baumes abweichende Defektsymptome untersucht werden.
Mattheck veröffentlichte über 15 Bücher und ihm wurden etwa 13 Patente erteilt.
Im Jahr 2003 erhielt Mattheck den Deutschen Umweltpreis für sein bisheriges wissenschaftliches Lebenswerk.

## Wissenschaftspreise
- 1991: 3. Wissenschaftspreis der Stiftung Industrieforschung
- 1992: 2. Literaturpreis für Technikpublizisten der Karl-Theodor-Vogel-Stiftung
- 1993: Georg Winter Award of the European Society of Biomaterials
- 1997: Honorary Membership of the International Society of Arboriculture (England – Ireland Chapter) für die Entwicklung der VTA-Methode zur Baumdiagnose
- 1998: Wissenschaftspreis der Berlin-Brandenburgischen Akademie der Wissenschaften gestiftet von der Gottlieb-Daimler und Karl-Benz-Stiftung
- 1998: Chadwick Award of Arboricultural Research of the International Society of Arboriculture[6]
- 1999: Henry Ford European Conservation Award (Umwelttechnologie)
- 1999: Werner und Inge Grüter-Preis für Wissenschaftsvermittlung[7]
- 2002: Annual Award Arboricultural Association, England
- 2003: Honorary Membership of the Urban Tree Diagnosis Association Japan
- 2003: Deutscher Umweltpreis
- 2008: Honorary Advisor of the Urban Tree Diagnosis Association Japan

## Veröffentlichungen
- 1992: Die Baumgestalt als Autobiographie. Thalacker, Braunschweig, ISBN 3-87815-050-4
- 1994: Handbuch der Schadenskunde von Bäumen. Rombach, Freiburg im Breisgau, ISBN 3-7930-9085-X
- 1997: Baumkontrolle mit VTA. Fachliche Anleitung und rechtliche Absicherung. Rombach, Freiburg im Breisgau, ISBN 3-7930-9153-8
- 1997: Wood, The Internal Optimization of Trees. Springer, Berlin ISBN 3-540-62019-2
- 1999: Stupsi erklärt den Baum, Ein Igel erklärt die Körpersprache der Bäume. 4. Aufl.,  2010,  Forschungszentrum Karlsruhe GmbH, ISBN 3-923704-20-8
- 2001: Taschenbuch der Holzfäulen im Baum. Forschungszentrum Karlsruhe GmbH, ISBN 3-923704-28-3
- 2002: Mechanik am Baum. Verlag Forschungszentrum Karlsruhe, ISBN 3-923704-39-9
- 2003: Warum alles kaputt geht: Form und Versagen in Natur und Technik. Forschungszentrum Karlsruhe GmbH,  ISBN 3-923704-41-0
- 2006: Verborgene Gestaltgesetze der Natur. Forschungszentrum Karlsruhe GmbH, ISBN 978-3-923704-53-8
- 2006: Design in der Natur. Rombach, Freiburg im Breisgau, ISBN 3-7930-9150-3
- 2007: Aktualisierte Feldanleitung für Baumkontrollen mit VTA. Forschungszentrum Karlsruhe GmbH, ISBN 978-3-923704-58-3
- 2009: Bewegungsspuren – eine mechanische Deutung der Körpersprache. Forschungszentrum Karlsruhe GmbH, ISBN 978-3-923704-68-2
- 2010: Denkwerkzeuge nach der Natur. Karlsruher Institut für Technologie (KIT) – Campus Nord, ISBN 978-3-923704-73-6
- 2013: Die Mechanik der Schleuder. Karlsruher Institut für Technologie (KIT) – Campus Nord, ISBN 978-3-923704-83-5
- 2014: Die Körpersprache der Bäume – Enzyklopädie des Visual Tree Assessment. Karlsruher Institut für Technologie (KIT) – Campus Nord, ISBN 978-3-923704-86-6
- 2017: Die Körpersprache der Bauteile – Enzyklopädie der Formfindung nach der Natur. Karlsruher Institut für Technologie (KIT) – Campus Nord, ISBN 978-3-923704-91-0
- 2018: Der Stock – dein Freund, dein Schutz. Karlsruher Institut für Technologie, ISBN 978-3-923704-94-1
- 2021: Das Bachkieselbuch: Eine Formenlehre der Natur, einfach und liebevoll erklärt von Pauli dem Bär. Karlsruher Institut für Technologie
- 2021: Klimafester Baum?: Biomechanische Anpassung der Baumwurzel an den Trockenstress. Karlsruher Institut für Technologie